# Lokomotiva E 465.0
Lokomotiva E 465.0 je elektrická lokomotiva ČSD pocházející z meziválečného období. Byla určena pro provoz na tratích elektrifikovaných stejnosměrnou soustavou 1,5 kV.

## Technický popis
Provedení lokomotivy je rámové konstrukce s individuálním pohonem dvojkolí. Lokomotivy měly jednostranný pohon dvojkolí „Buchli“. Krajní běžná dvojkolí byla se sousedním hnacím dvojkolím spojena v podvozku Krauss-Helmholtz. Běžná dvojkolí měla umožněn výkyv do stran ±95 mm, krajní hnací dvojkolí měla umožněn příčný posuv ±20 mm. Otočný čep Krauss-Helmholtzova podvozku byl vzdálen 1000 mm od osy hnacího dvojkolí (1200 mm od osy běžného dvojkolí). Prostřední dvojkolí byla vedena pevně, bez příčného posuvu.